# Regierung Huysmans
Die Regierung Huysmans amtierte in Belgien vom 2. August 1946 bis zum 13. März 1947. Als Justizminister Van Glabbeke beschuldigt wurde, das Verfahren gegen ein Unternehmen, welches der wirtschaftlichen Kollaboration mit der deutschen Besatzung beschuldigt wurde, zu behindern, stellte sich die Regierung Van Acker III hinter den Justizminister, um ein Misstrauensvotum gegen diesen zu verhindern. Die folgende Vertrauensabstimmung im Parlament verlor die Regierung mit 79 gegen 78 Stimmen. Der neuen Regierung des Sozialisten Camille Huysmans gehörten wie ihrer Vorgängerin die Sozialisten (PSB-BSP), die Liberalen (PL-LP) und die Kommunisten (PCB-KPB) an. Die Regierung Huysmans zerbrach an einem Konflikt über die Kohlepreise und die Haltung der Regierung zu den Bergbauunternehmen, der zum Rücktritt der kommunistischen Minister führte.

## Kabinett
| Amt                                     | Amtsinhaber       | Partei    | Beginn der Amtszeit | Ende der Amtszeit |
| --------------------------------------- | ----------------- | --------- | ------------------- | ----------------- |
| Premierminister                         | Camille Huysmans  | PSB-BSP   | 2. August 1946      | 13. März 1947     |
| Außenminister                           | Paul-Henri Spaak  | PSB-BSP   | 2. August 1946      | 13. März 1947     |
| Innenminister                           | Auguste Buisseret | PL-LP     | 2. August 1946      | 13. März 1947     |
| Minister für Gesundheit und Familie     | Albert Marteaux   | PCB-KPB   | 2. August 1946      | 13. März 1947     |
| Bildungsminister                        | Herman Vos        | PSB-BSP   | 2. August 1946      | 13. März 1947     |
| Landwirtschaftsminister                 | René Lefebvre     | PL-LP     | 2. August 1946      | 13. März 1947     |
| Minister für öffentliche Arbeiten       | Jean Borremans    | PCB-KPB   | 2. August 1946      | 13. März 1947     |
| Minister für Arbeit und Soziales        | Léon-Eli Troclet  | PSB-BSP   | 2. August 1946      | 13. März 1947     |
| Minister für Kommunikation              | Ernest Rongvaux   | PSB-BSP   | 2. August 1946      | 13. März 1947     |
| Verteidigungsminister                   | Raoul de Fraiteur | parteilos | 2. August 1946      | 13. März 1947     |
| Kolonialminister                        | Robert Godding    | PL-LP     | 2. August 1946      | 13. März 1947     |
| Minister für Versorgung                 | Edgard Lalmand    | PCB-KPB   | 2. August 1946      | 13. März 1947     |
| Minister für Importe                    | Paul Kronacker    | PL-LP     | 2. August 1946      | 13. März 1947     |
| Haushaltsminister                       | Jules Merlot      | PSB-BSP   | 2. August 1946      | 13. März 1947     |
| Minister für Wiederaufbau               | Jean Terfve       | PCB-KPB   | 2. August 1946      | 13. März 1947     |
| Justizminister                          | Albert Lilar      | PL-LP     | 2. August 1946      | 13. März 1947     |
| Finanzminister                          | Jean Vauthier     | parteilos | 2. August 1946      | 13. März 1947     |
| Wirtschaftsminister                     | Henri Liebaert    | PL-LP     | 2. August 1946      | 13. März 1947     |
| Minister für nationale Wiederausrüstung | Paul De Groote    | PSB-BSP   | 2. August 1946      | 13. März 1947     |